# El Señor de los Cielos
El Señor de los Cielos (The Lord of the Skies) est une telenovela américaine diffusée entre le 15 avril 2013 et le 26 juin 2024 sur Telemundo. Elle est diffusée en Afrique sur Telemundo Africa en juin 2018.
En mai 2012, Telemundo a annoncé que El Señor de los Cielos serait diffusée en première partie de soirée pendant la saison 2013. Le 15 avril 2013, Telemundo diffuse El Señor de los Cielos le soir à 10pm/9c (heure de l'est/heure centrale), en remplacement de El rostro de la venganza. Et, comme pour la plupart de ses autres diffusions, avec des sous-titres en anglais sur CC3.
Le 6 décembre 2016, un spin-off intitulé El Chema débute sur Telemundo.

## Un baron de la drogue
El Señor de los Cielos s'inspire de la vie d'Amado Carrillo Fuentes, baron de la drogue mexicain, devenu le chef du cartel de Juarez dans les années 1980 et 1990. Il est surnommé "seigneur des cieux" (Señor de los Cielos). Il transportait de la cocaïne aux États-Unis en avion et avait financé le blanchiment de vingt millions de dollars à travers la Colombie. Le trafiquant le plus puissant et le plus riche est mort dans un hôpital mexicain après une intervention de chirurgie plastique en changeant de visage. Dans le feuilleton télévisé, son nom est « Aurelio Casillas ».

## Distribution

### Acteurs et personnages principaux
- Fernanda Castillo : Mónica Robles Asesinato Por El Cabo (Depuis la saison 5)
- Rafael Amaya : Don Aurelio Castillas Asesinato Por El Cabo (Depuis la saison 7)
- Jorge Luis Moreno : Don Víctor Casillas Asesinato Por Tony (saison 3-5)
- Isabella Castillo : Diana Ahumada (Depuis la saison 6)
- Robinson Díaz : Don Miltón Jiménez "El Cabo" / Pío Jose Valdivia (Saisons 1 et 2 puis à partir de la saison 5)
- Danna Garcia : Violeta Estrella  (Saison 7)
- Eduardo Santamarina : Balthazar Ojeda (Depuis la saison 6)
- Ninel Conde : María de Los Angeles "Evelina" López † (Depuis la saison 6)
- Guy Ecker : Joe Navarro (Depuis la saison 6)
- Lisa Owen : Doña Alba Casillas (Saisons 1 à 3 puis à partir de la saison 5)
- Manuel Landeta : Cecilio Gutiérrez
- Alberto Guerra : José "El Chema" Venegas Mendivil (Depuis la saison 6)
- Alejandro López : El Super Javi (Depuis la saison 3)
- Matias Novoa : Don Amado Casillas "(Saisons 1 à 8)
- Ximena Herrera : Ximena Letrán † (Saisons 1 et 2)
- Carmen Villalobos : Leonor Ballesteros Mireles de Miravalle de Terán "La Colombiana" † (Saisons 1 à 3)
- Gabriel Porras : Comandante Marco Cartagena Mejia † (Saison 1)
- Mauricio Ochmann : José María "El Chema" Venegas Mendivil (Saisons 1 à 3)
- Carmen Aub : Rutila Casillas † (Saisons 1 à 7)
- Marlene Favela : Victoria Navárez "La Gober" † (Saison 2)
- Jésus Moré : Omar Terán Robles (Saison 3 à 6)
- Maritza Rodríguez : Amparo Rojas (Saisons 3 et 4)
- Sabrina Seara : Esperanza Salvatierra "La Venezolana" / Martha Rangel † (Saisons 3 à 5)
- Marisela González : Eunice Lara "La Felina" † (Saisons 4 et 5)
- Mariana Seoane : Maria Isabel "Mabel" Castaño / Ninón de la Vielle "La Madame" † (Saison 5)
- Miguel Varoni : Leandro Quezada (Depuis la saison 5)
- Vanessa Villela : Emiliana Contreras † (Saisons 5 et 6)
- Francisco Gattorno : Gustavo Castro "Casasola" † (Saison 6)
- Carlos Bardem : Léonidas "El Chivo" Ahumada † (Saison 6)
- Fernando Noriega : Eutimio "Rojo" Flores † (Depuis la saison 6 et 7)
- Roberto Escobar : José Valdés (Depuis la saison 6)
- María Conchita Alonso : Nora Requena † (Saison 6)
- Héctor Bonilla : Arturo López "El Rayo" † (Saison 6)
- Aracely Arámbula : Altagracia Sandoval Ramos "La Doña" (Saison 6)
- Fernando Banda : Agustín Chon "El Vitaminas" (Saison 1-)
- Andrés Parra : Pablo Escobar † (Saison 1)
- Sara Corrales : Matilde Rojas “La Víbora“ † (Saisons 1 et 2)
- Fernando Solórzano : Oscar Cadena (Saison 1)
- Arturo Barba : Don Ali Benjumea "El Turco" † (Saisons 1 et 2)
- Sophie Gómez : Irina Borodin " La Rusa" † (Saisons 1 et 2)
- Juan Ríos : Général Daniel Jiménez Arroyo "El Letrudo" † (Saison 1)
- Angelica Celaya : Eugenia Casas † (Saison 1)
- Marco Pérez : Guadalupe Robles Urdieta † (Saison 1)
- Guillermo Quintanilla : Isidro Robles Urdieta † (Saison 1)
- Rocío Verdejo : Doris de Jiménez † (Saison 1)
- Tommy Vásquez : Álvaro José Pérez "El Tijeras" † (Saisons 1 à 4)
- Fabián Peña : Jésús Linares † (Saison 1)
- Emmanuel Orenday : Gregorio Ponte † (Saisons 1 et 2)
- Ruy Senderos : Heriberto Casillas Letrán † (Saisons 1 et 2)
- Bianca Calderón : Roxana Mondragón † (Saison 1)
- Angel Cerlo : Général Castro † (Saison 1)
- Arnoldo Picazzo : Flavio Huerta † (Saison 1)
- Juan Ignacio Aranda : Ramiro Silva de la Garza † (Saison 1)
- Jorge Zárate : Juan Montoya † (Saison 1)
- Javier Díaz Dueñas : Don Anacleto "Cleto" Letrán † (Saison 1)
- Manuela González : Lorelay "Lay" Cadena † (Saisons 1 et 2)
- Erika de la Rosa : Elsa Marín † (Saison 2)
- Alejandro de la Madrid : Ignacio Miravalle † (Saisons 2 à 4)
- Ari Brickman : Jeremy Andrews (Saisons 2 et 3)
- Carlos TorresTorija : Max Miravalle † (Saison 2)
- Tomás Goros : Général Antonio Garnica † (Saisons 2 à 4)
- José Juan Meraz : Ramón † (Saisons 2 à 5)
- Surya MacGregor : Cecilia de Miravalle † (Saison 2)
- Antonio de la Vega : Santiago Echeverría † (Saison 2)
- Sahit Sosa : Ernesto Gamboa † (Saisons 2 et 3)
- Juan Luis Orendain : Père Lázaro Sanchez † (Saison 2)
- Ausencio Cruz : Pepe Johnson (Saison 2)
- Irineo Alvarez : Pedro Navárez † (Saison 2)
- Juan Carlos Gascón : Iñaki Izarrieta (Saison 2)
- Sandra Díaz : Irma Veracierta (Saisons 2 et 3)
- Edgardo González : Lilo Planas (Saisons 2 à 4)
- Ofelia Guiza : Diana Quinones (Saisons 2 et 3)
- Manuel Balbi : Rodrigo Rivero Lanz † (Saisons 2 à 5)
- Alejandro Felix : "El Chatarrero" (Saison 3- )
- Raúl Méndez : Víctor Casillas  "El Chacorta" † (Saisons 3 à 5)
- Alejandro Navarrete : "El Zopilote" (Saison 3 –)
- Plutarco Haza : Dalvio Navarrete "El Ingeniero" (Saisons 3 à 5 puis saison 7)
- Carlos Puente : "Pompeyo" (Saison 3-)
- Sebastián Caicedo : Eleazar Yepes / El Tostao Yepes † (Saisons 3 et 4)
- Daniel Rascón : "El Toro" † (Saison 3 puis à partir de la saison 6-7)
- Sergio Mur : Tim Rowlings † (Saisons 3 et 4)
- Leonardo Daniel : Don Alfredo "Feyo" Aguilera † (Saisons 3 et 4)
- Gala Montes : Luz Marina "Luzma" Casillas Letrán (Saisons 3 et 4)
- Marina de Tavira : Begoña Barraza (Saisons 3 et 6)
- Verónica Montes : Belén Guerrero "La Condesa" (Saison 3)
- Carlos Torres : Enrique Morejón (Saison 3)
- Sandra Beltrán : Julia Reyes de Rowlings † (Saison 3)
- Viviana Serna : Cristina Salgado † (Saison 3)
- Barbara Singer : Elisa Peña † (Saison 3)
- Sebastián Ferrat : Juan Antonio Marcado † (Saison 3)
- Marco Treviño : Abel Terán † (Saison 3)
- Marco Zetina : Ricardo Monteverde (Saison 3)
- Fernando Sarfatti : Valentín Fons (Saison 3)
- Néstor Rodulfo : Camilo Jaramillo † (Saison 3)
- Ligia Petit : Gloria (Saison 3)
- Arnulfo Reyes Sánchez : Benjamín "El Espanto" (Saison 3)
- Gabriel Coronel : Armando Pérez Ricard † (Saisons 3 et 4)
- Franklin Virgüez : Diosdado Carreño Arias (Saisons 3 et 4)
- Christian Tappan : Gustavo Gaviria "El Oficial" (Saisons 3 à 5)
- Roxana Chávez : Eva Ernestina Gallardo (Saisons 3 et 4)
- Juan Pablo Franco : Reyesito (Saisons 3 et 4)
- Iván Tamayo : Jorge Elías Salazar † (Saisons 3 à 5)
- Lorena del Castillo : Evelyn García † (Saisons 3 à 5)
- Wendy de los Cobos : Aguastanta "Tata" Guerra (Saisons 4 et 5 puis saison 7)
- Citlali Galindo : Mayra Rodriguez † (Saisons 3 à 6)
- Ofelia Medina : Lourdes (Saison 3)
- Geráldine Zinat : Amalia Ramírez (Saison 4)
- Diego de Tovar : Nicandro "Niki" Casillas Limón † (Saison 4)
- Carlos Fonseca : Nazareno Casillas Ramirez † (Saisons 4 et 5)
- Paloma Jiménez : Paloma Villareal de Terán † (Saisons 4 et 5)
- Paola Arrioja : Carmen Ramirez †  (Saisons 5 et 6)
- Ivonne Montero : Consuelo « Connie » Limón † (Saison 4)
- Karla Carrillo : Salma Vidal Fernández/ Corina Saldaña (Saison 5–)
- Leonardo Álvarez : Leonardo Venegas Castaño "El Chema II" (Saison 5-)
- Alex Walerstein : Paul "El Greñas" (Saison 5–)
- Alan Slim : Jaime Ernesto Rosales (Saison 5–)
- Daniel Martínez : Guillermo Colón (Saison 5-)
- José Sedek : Bernardo Castillo (Saison 5-)
- Elsy Reyes : Carla Uzcátegui (Saison 5-)
- Daniela Zavala : Arelis Mendoza (Depuis la saison 5)
- David Ponce : José Manrique "Skinny" (Saison 4-)
- Patricia Vico : Pilar Ortiz † (Saison 5)
- Carlos Mata : Juan Carlos Salvatierra (Saison 5)
- Juan Martín Jauregui : Sebastián Almagro † (Saison 5)
- Ernesto Benjumea : Melquiades Soler "El Penumbra" † (Saison 5)
- Ricardo Leguizamo : Rafael Jiménez "Double 30" (Saison 5)
- Catherina Cardozo : Giuseppina "Pina" Cortini † (Saison 5)
- Valeria Vera : Zoé † (Saison 5)
- Kristofer Cifuentes : Arnulfo Sutamarchán † (Saison 5)
- Juan Manuel Mendoza : Andrés Velandia (Saison 5)
- Francisco Calvillo : Rubén Saba (Saison 5)
- Polo Monarrez : Filemón † (Saison 5)
- Alieth Vargas : Susana (Saisons 5 et 6)
- Carlos Gallardo : Carlos Zuleta † (Saisons 5 et 6)
- Pahola Escalera : Paulina Ugalde (Saisons 5 et 6)
- Dayana Garroz : Colonel Ámbar Maldonado (Saison 6-)
- Juanita Arias : Kashi † (Saison 6)
- Gloria Stálina : Milena (Saison 6)
- Thali García : Bérénice Ahumada (Saison 6-)
- Marisela Berti : Edith Guzmán (Saison 6)
- Claudia Lobo : Esther de Ahumada † (Saison 6-7)
- Rafael Uribe : Colonel Garañón † (Saison 6)
- Gaston Velandia : Figueroa † (Saison 6)
- Daniel Martínez Campo : Aristides Istúriz (Saison 6-)
- Carlos Serrato : El Mocho † (Saison 6)
- Antonio López Torres : "El Pulque" (Saison 6-)
- Rubén Arciniegas : Samario † (Saison 6-)
- Ernesto Alvárez : Alberto Anaya † (Saison 6)
- Roberto Escobar : El Comandante José Valdés  (Saison 6–)
- Carlos Balderrama : José Manuel Castillo "Manny"†  (Saison 6–7)
- Karen Sandoval : Laura  (Saison 6-)
- Nacho Fresneda : Renzo Volpi †  (Saison 7)
- Julián Román : Joaquín Estrella  (Saison 7)
- Alosian Vivanacos : Dylan Gutiérrez "DJ Dylan/El Hacker"  (Saison 7)
- Athina Klioum : Athina † (Saison 7)
- Coraima Torres : Rita Pena  (Saison 7)
- Mabel Moreno : Alejandra  (Saison 7)
- Camila Jurado : Ángela  (Saison 7)
- Denia Agalianou : Dalila Zuc  (Saison 7)
- Renata Manterola : Luz Marina "Luzma" Casillas Letrán  (Saison 7)
- Gabriel Bonilla : Isidro Casillas  (Saison 7)
- Yannis Spaliaras : Nikos † (Saison 7)
- Christina Sotiriou : Irene † (Saison 7)

## Saisons
| Saisons | Saisons | Episodes | Episodes | Diffusion d'origine | Diffusion d'origine |
| Saisons | Saisons | Episodes | Episodes | Première diffusion  | Dernière diffusion  |
| ------- | ------- | -------- | -------- | ------------------- | ------------------- |
|         | 1       | 74       | 74       | 15 avril 2013       | 5 août 2013         |
|         | 2       | 84       | 84       | 26 mai 2014         | 22 septembre 2014   |
|         | 3       | 104      | 104      | 21 avril 2015       | 21 septembre 2015   |
|         | 4       | 80       | 80       | 28 mars 2016        | 18 juillet 2016     |
|         | 5       | 95       | 95       | 20 juin 2017        | 2 novembre 2017     |
|         | 6       | 99       | 99       | 8 mai 2018          | 24 septembre 2018   |
|         | 7       | 75       | 75       | 14 octobre 2019     | 31 janvier 2020     |
|         | 8       | 88       | 88       | 17 janvier 2023     | 22 mai 2023         |
|         | 9       | 94       | 94       | 13 février 2024     | 26 juin 2024        |

## Diffusion internationale
| Pays       | Chaîne    | Titre                  | Première diffusion   |
| ---------- | --------- | ---------------------- | -------------------- |
| États-Unis | Telemundo | El señor de los cielos | 15 avril 2013        |
| Honduras   | HTV Mundo | El señor de los cielos |                      |
| Panama     | TVN       | El señor de los cielos |                      |
| Costa Rica | Teletica  | El señor de los cielos |                      |
| Pérou      |           | El señor de los cielos |                      |
| Chili      | CHV       | El señor de los cielos | Déc-2013 ou Jan-2014 |
| Brésil     | Band      | Senhor dos Céus        | 29 mars 2018         |

### Sources
- (en) Cet article est partiellement ou en totalité issu de l’article de Wikipédia en anglais intitulé « El Señor de los Cielos » (voir la liste des auteurs).

- (es) Cet article est partiellement ou en totalité issu de l’article de Wikipédia en espagnol intitulé « El señor de los cielos » (voir la liste des auteurs).